# Glastonbury
Glastonbury – miasto i civil parish w Wielkiej Brytanii, położone w angielskim hrabstwie Somerset, w dystrykcie (unitary authority) Somerset, znajdujące się w suchej niecce regionu zwanego Somerset Levels u podnóża wzgórz Mendip. Leży 30,9 km od miasta Taunton, 37,4 km od miasta Bristol i 187,5 km na południowy zachód od Londynu. W 2001 roku miasto liczyło 8429 mieszkańców. W 2011 roku civil parish liczyła 8932 mieszkańców.
Miasto jest znane ze swojego historycznego znaczenia, czego pozostałościami są Glastonbury Abbey (Opactwo Glastonbury) oraz Glastonbury Tor (Wzgórze Glastonbury). Miasteczko jest także znane z uwagi na Glastonbury Festival, który odbywa się w niedalekiej wiosce – Pilton.

## Historia i mitologia
Miasto jest szczególnie związane z mitami dotyczącymi wzgórza Glastonbury Tor, które majestatycznie wznosi się wśród płaskiego krajobrazu Somerset Levels. Mity dotyczą zarówno Józefa z Arymatei oraz Świętego Graala, jak i Króla Artura i Rycerzy Okrągłego Stołu oraz, ostatnio, z pseudonaukowymi liniami mocy energetycznych (ang. ley lines), które według jej zwolenników tworzą Glastonbury, Stonehenge i Avebury. Glastonbury jest wspomniana w Domesday Book (1086) jako Glastingberie/Glaestingeberia.

### Józef z Arymatei
Legenda o Józefie z Arymatei jest związana z ideą, że Glastonbury było miejscem narodzin chrześcijaństwa na Wyspach Brytyjskich oraz że pierwszy kościół, który miał być schronieniem dla Świętego Graala, został zbudowany właśnie w tym mieście. Legenda także mówi o tym, iż Józef odwiedził wcześniej Glastonbury z dzieciątkiem Jezus. William Blake napisał później książkę pt. „Jerusalem” o tej legendzie.
Według podań Józef przybył do Glastonbury łodzią przez zalane powodzią Somerset Levels. Przy wysiadaniu z łodzi uderzył swoim kosturem w ziemię, która nagle cudownie zakwitła jako Glastonbury Thorn (Cierń z Glastonbury), co miałoby wytłumaczeniem na istnienie rodzaju ciernistego krzewu rosnącego wyłącznie w okolicach Glastonbury.

### Król Artur
W niektórych wersjach legendy o Królu Arturze domniemuje się, iż Glastonbury jest legendarną wyspą Avalon. Wczesne walijskie opowieści łączą Artura z glastonburskim wzgórzem w kontekście spotkania, które odbył tam z celtyckim królem, Melwasem, na temat porwania żony Artura, Ginewry. Jako pierwszy uznał Glastonbury za Avalon znany kronikarz, Godfryd z Monmouth w 1133 roku. W 1191 roku mnisi z Glastonbury ogłosili, że odnaleźli groby Króla Artura i Ginewry, co spowodowało przyjazd wielu ówczesnych historyków, między innymi Giraldusa Cambrensisa (Giralda z Walii). Domniemane szczątki zaginęły podczas okresu Reformacji w Anglii.
Pewne wersje legendy twierdzą, iż Glastonbury było miejscem, w które udał się Lancelot po śmierci Artura.

### Miasto dziś
W dzisiejszych czasach Glastonbury jest centrum religijnym związanym nie tylko z chrześcijaństwem, ale także pogańskimi praktykami. Miasto od innych odróżniają sklepy oferujących pogańskie lub też magiczne przedmioty.
Ruiny opactwa są otwarte dla zwiedzających. Sam budynek został zniszczony podczas Reformacji, natomiast resztki zostały w dużej części rozszabrowane jako materiał budowlany.
Wejście na szczyt wzgórza Glastonbury Tor pozwala zobaczyć nie tylko ruiny starego kościoła, ale także pozwala na ogarnięcie wzrokiem dużej części hrabstwa Somerset.

## Inne wydarzenia
W Glastonbury zmarł św. Indracht (Indrakt).
Miasto znane jest z odbywającego się festiwalu muzyki rockowej Glastonbury Festival, jednego z największych w Europie.